# Campiglossa taenipennis
Campiglossa taenipennis är en tvåvingeart som först beskrevs av Erich Martin Hering 1941.  Campiglossa taenipennis ingår i släktet Campiglossa och familjen borrflugor.
Artens utbredningsområde är Peru. Inga underarter finns listade.